# 環狀鈍頭魚
環狀鈍頭魚，為輻鰭魚綱鱸形目隆頭魚亞目隆頭魚科的其中一種，分布於印度太平洋區，從東非至新不列顛及馬克薩斯群島，北起日本南部，南迄豪勳爵島海域，棲息深度可達20公尺，體長可達20公分，棲息在沙底質且海草生長的礁石平台及潟湖，生活習性不明，可作為觀賞魚。